# Glacier Niépce
Le glacier Niépce est un glacier qui rejoint le glacier Daguerre et se jette dans la crique Lauzanne, dans la baie Flandres, sur la côte nord de la péninsule de Kiev, en terre de Graham en Antarctique.
Il est mentionné sur une carte du gouvernement argentin de 1954. Il a été nommé par le UK Antarctic Place-Names Committee en 1960 en hommage à Nicéphore Niépce (1765–1833), inventeur français, le premier à avoir produit un enregistrement photographique permanent en 1824, puis s'associa avec Louis Daguerre qui, en 1839, perfectionna le procédé avec le daguerréotype.